# Eads Bridge
Eads Bridge är en kombinerad väg- och järnvägsbro som korsar Mississippifloden och binder samman Saint Louis i Missouri och East St. Louis i Illinois. Bron är uppkallad efter dess konstruktör och byggare, James Buchanan Eads. Arbetet med bron började 1867 och avslutades 1874. Eads Bridge var den första bron över Mississippi söder om Missourifloden. Tidigare broar låg norr om Missouri, där Mississippi är mindre. Ingen av de tidigare broarna finns kvar, vilket betyder att Eads Bridge också är den äldsta bron över floden och den äldsta större stålbron i världen.

## Historik
För att överbrygga Mississippiflodens enorma storlek och styrka krävde Eads Bridge ett antal tekniska bedrifter. Bron byggdes av Illinois and St. Louis Bridge Company, med Keystone Bridge Company, grundat 1865 av Andrew Carnegie, som underleverantör för uppförande av stålöverbyggnad. Kanske viktigast av allt var den första storskaliga användningen av stål som ett strukturellt material och inledde övergången från smidesjärn till stål som standardmaterial för stora strukturer. 
Brons grundpirer var de djupaste undervattenskonstruktionerna vid den tiden, på mer än 30 meter under vattenytan. De installerades med pneumatiska kassuner, en banbrytande tillämpning av kassunteknologi i USA och, vid den tiden, de överlägset största kassunerna som någonsin byggts. Brons mittbåge var den längsta stela spännvidden som någonsin byggts vid den tiden, på 158 meter. Metoden för att konstruera bågarna, som hängdes upp från tillfälliga trätorn, nämns ibland som den första användningen av " cantilever-principen" för en stor bro. Dessa tekniska principer användes för senare broar, som Brooklynbron, som började byggas 1870. 
Uppförandet av Eads Bridge erkändes som en innovativ och spännande prestation. Eads säkrade 47 patent under sin livstid, av vilka många togs ut för delar av brons struktur och anordningar för dess konstruktion. President Ulysses S. Grant invigde bron den 4 juli 1874, och general William T. Sherman slog i guldspiken och avslutade byggnationen. Efter färdigställandet körde14 lok över bron för att visa dess stabilitet.
Eads Bridge blev ett känt landmärke för staden St. Louis, från tiden för dess uppförande fram till 1965 när Gateway Arch stod färdig. Motorvägsdäcket stängdes för bilar från 1991 till 2003, men har återställts och bär nu både fordons- och fotgängartrafik. Den förbinder Washington Avenue i St. Louis, Missouri, med Riverpark Drive och, så småningom, East Broadway, båda i East St. Louis, Illinois. Det tidigare järnvägsdäcket bär nu St. Louis MetroLink lätta järnvägssystem, vilket ger service mellan St Louis och samhällen på Illinois-sidan av floden.
Kostnaden för att bygga bron var nästan 10 miljoner USD (260 miljoner USD 2023).
År 1949 testades brons styrka med elektromagnetiska töjningsmätare. Det fastställdes att Eads ursprungliga uppskattning av en tillåten belastning på 4 500 kg/m kunde höjas till 7 400 kg/m. Eads Bridge anses fortfarande vara en av de största broarna som någonsin byggts. I april 2014 passerade cirka 8 100 fordon dagligen, en minskning med 3 000 sedan Stan Musial Veterans Memorial Bridge öppnade i februari 2014.
Bron är listad i National Register of Historic Places som ett National Historic Landmark. Under byggandet av bron kallade New York Times den för "Världens åttonde underverk". Vid dess 100-årsjubileum beskrev Times' arkitekturkritiker, Ada Louise Huxtable, den som "bland de vackraste verken av människan."